# متلازمة الغروب
متلازمة الغروب أو متلازمة غروب الشمس (بالإنجليزية: Sundowning)  هي متلازمة أو ظاهرة نفسية وسلوكية مشهورة في كبار السن حيث يحدث فيها زيادة في أعراض الهذيان وفرط النشاط وربما الهلاوس والضلالات والأعراض السلوكية غير المعتادة (مثل السب والعنف الجسدي وضلال الطريق) في بعض المرضى الذين يعانون من أي شكل من أشكال الخرف، وهي أكثر شيوعًا في مرض ألزهايمر، حيث تشير الدراسات أن 20-45% من المصابين بمرض ألزهايمر يعانون من متلازمة الغروب. ويرجع مصطلح «الغروب» لظهور هذه الأعراض في وقت غروب الشمس ودخول الليل.

## الأعراض والعلامات
تشمل الأعراض :
- زيادة الارتباك العام، ويظهر ذلك مع بداية تلاشي الضوء الطبيعي ودخول الليل وزيادة الظلال.[2]
- الإثارة وتقلب المزاج والإحباط.
- الصراخ والاستياء والعنف تجاه مقدمي الرعاية.[2][3]
- التململ والأرق، مما قد يدفع بالمريض للتجول والتحرك بشكل عشوائي مما قد يعرضه لخطر الضياع لعدم قدرته على التعرف على بيته أو أقاربه.

## الأسباب
لا تُعرف حتى الآن الأسباب الحقيقية لمتلازمة الغروب ولكن يعتقد أنها تحدث نتيجة بعض العوامل مثل:
1. اضطراب النوم وتغيير إيقاع الساعة البيولوجية
2. الإرهاق الشديد خلال اليوم
3. الخوف من الظلام، وهذا يحدث نتيجة فقدان المشاهد المألوفة التي يرونها خلال اليوم وما يرتبط بذلك من ضوضاء وأنشطة.

## العلاج
يتم العلاج باستشارة من الطبيب المختص وبتعديل بعض سلوك المريض مثل:
- الحفاظ على نشاط ذلك الشخص أثناء اليوم مع أخذ قسط من الراحة بعد الغذاء، حيث أن الإرهاق يمكن أن يجعل من متلازمة الغروب أكثر سوءاً، لذلك فإن أخذ قيلولة أثناء النهار قد يكون مفيدًا، ولكن يجدر الانتباه لعدم أخذ قسط زائد من النوم أثناء النهار ما قد يسبب الأرق ليلًا وتفاقم حالة المريض.
- السماح للمريض بالمشي أو الركض وممارسة بعض الأنشطة بالنهار، مما يدفع بالمريض لطلب الراحة والنوم ليلًا.
- تجنب الضوضاء والأصوات المرتفعة في وقت متأخر من اليوم، وإذا كانت الأضواء الساطعة ستزيد من حدة الارتباك، فينبغي تجنبها أيضا.
- إذا كان الاستحمام من الأمور المزعجة للمريض فينبغي أن يكون في الصباح أما إذا كان مهدئًا فينبغي أن يكون مساءً لمساعدة المريض على مزيد من الاسترخاء.
- الالتزام بروتين معين، كتحديد ميعاد معين للمشي وأخذ القليلولة والذهاب إلى الفراش.
- تجنب تناول الكافيين والسكريات، لأنهما يسببان زيادة نشاط القلب والمخ وبالتالي يسببان اليقظة والأرق ليلًا.
- خلق مناخ هادئ للنوم كشرب الحليب مثلا أو تدليك الظهر، أو إيقاء الإضاءة خافتة والاستماع إلى الموسيقى الهادئة.

## إنظر أيضاً
- ألزهايمر
- خرف
- ذاكرة عرضية